# المكتب الرئيسي الاقتصادي والإداري لشوتزشتافل
 كان SS -Wirtschafts-und Verwaltungshauptamt ( SS-Wirtschafts-und Verwaltungshauptamt )، منظمة نازية مسؤولة عن إدارة الشؤون المالية وأنظمة الإمداد ومشاريع الأعمال في ألجيماينه إس إس. كما قامت بإدارة معسكرات الاعتقال وكان لها دور أساسي في تنفيذ الحل النهائي من خلال مكاتب فرعية مثل مفتشية معسكرات الاعتقال وحراس معسكرات قوات الأمن الخاصة.

## التنظيم
- Amt A ، شؤون الموظفين - المالية والقانون والإدارة

Amtsgruppe A اضطلع بالمسؤولية عن المسائل المالية لشوتزشتافل، بما في ذلك تلك المتعلقة معسكرات الاعتقال. 
- Amt B، الرواتب والتموين
- Amt C، المباني والأشغال
- AMT D، معسكرات الاعتقال ( وحدات الجماجم تحت شوتزشتافل - جروبنفهرر ريتشارد غلوكس )
- Amt W ، الأعمال والاقتصاد

اشرفت على في العديد من المشاريع التجارية التي تعمل تحت مظلة شوتزشتافل بشكل متزايد منذ منتصف الثلاثينيات. 

## العمليات التجاريةلشوتزشتافل

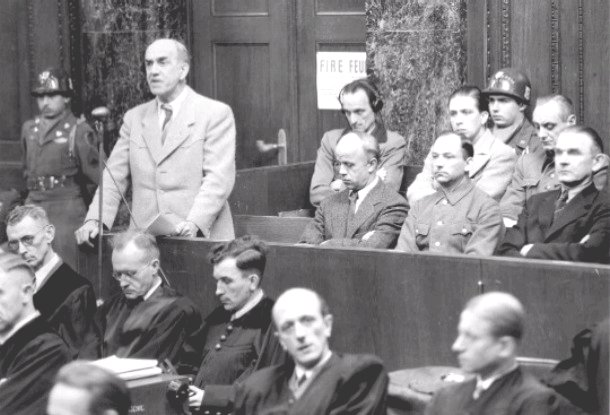
اتهام أوزوالد بوهل ، الرئيس السابق لقسم الخدمات الأمنية والإدارية الرئيسي ، القائم بذاته ، بتهمة ارتكاب جرائم حرب فيما يتعلق بتشغيل معسكرات الاعتقال في محاكمات نورمبرغ في عام 1947. بعد تقديم العديد من الطعون ، أُعدم في سجن لاندسبيرج في 7 يونيو 1951.

بعض المشاريع التجارية والأصول المملوكة أو التي تديرهاشوتزشتافل: 
- الأرض والغابات
- مصانع الطوب
- محاجر الحجر
- مصانع الخزف والفخار الفاخر
- مصانع مواد البناء
- مصنع الاسمنت
- استخراج المياه المعدنية وتعبئة الزجاجات
- تجهيز اللحوم
- المخابز
- تصنيع الأسلحة الصغيرة وإصلاحها
- تصميم وإنتاج الأثاث الخشبي
- الملابس والاكسسوارات العسكرية
- طب الأعشاب
- تجهيز الأسماك
- نشر كتب ومجلات عن الثقافة والتاريخ الجرمانيين
- اكتساب الفن والترميم

### اقتباسات
1. ↑  USA v. Pohl et. al - The Indictment.
2. ↑  Allen 2002.
3. ↑  Lisciotto, WVHA (2010).